# Carral
Pour les articles homonymes, voir Carral (homonymie).
Carral est une commune de la province de La Corogne en Espagne située dans la communauté autonome de Galice.